# Ladislav Ženíšek
Ladislav Ženíšek (7. března 1904 Královské Vinohrady – 14. května 1985) byl český fotbalový obránce, reprezentant a později trenér.

## Fotbalista
Svou fotbalovou kariéru začal v SK Pardubice, odkud se v roce 1924 dostal do klubu FK Viktoria Žižkov. Poté byl angažován v zámoří v Spartě Chicago, odtud se vrátil roku 1929 na Žižkov. Téhož roku přestoupil do prvoligového týmu SK Slavia Praha
Odehrál 22 reprezentačních utkání za národní tým, kde debutoval v roce 1926. Prosadil se až později. Byl členem československého mužstva na Mistrovství světa ve fotbale 1934 a nejlepším zadákem celé soutěže. Tehdy mu bylo 30 let a byl tak nejstarším hráčem celého mistrovství. Byl hráčem důrazným až tvrdým a temperamentním.

## Trenér
Po skončení aktivní fotbalové kariéry se věnoval mládeži a trenérské práci. Trénoval 15 různých týmů.
Zemřel po delší nemoci dne 14. května 1985.